# Can Erdoğan-Sus
Can Erdoğan-Sus (* 1979 in Bursa, Türkei) ist eine türkischstämmige Komponistin und Pianistin, die in Berlin lebt.

## Leben
Nachdem Can Erdoğan-Sus ihr Klavierstudium am staatlichen Anadolu-Konservatorium in Eskişehir beendet hatte, zog sie nach Deutschland, wo sie ab 2000 an der Hochschule für Musik Karlsruhe studierte. Anschließend studierte sie von 2003 bis 2006 Sounddesign und Filmkomposition an der Filmakademie Baden-Württemberg. Ihre erste Filmmusik für einen Langspielfilm komponierte sie 2011 für das von Christian Schwochow inszenierten Drama Die Unsichtbare.
Can Erdoğan-Sus ist Mitglied der Deutschen Filmakademie und der Europäischen Filmakademie.

## Filmografie
- 2007: Von einem der auszog – Wim Wenders’ frühe Jahre
- 2010: Kandidaten – Demokratie an der Förderschule
- 2011: Die Unsichtbare
- 2011: Die Vermittler
- 2012: Der Turm
- 2014: Willkommen bei Habib
- 2014: Kuzu
- 2017: Francos Erbe
- 2017: Die Anfängerin
- 2021: Die Vergesslichkeit der Eichhörnchen
- 2021: Wendehammer (Fernsehserie)
- 2021: WIR (Fernsehserie)
- 2022: Das bleibt unter uns
- 2024: Familie is nich
- 2025: Tatort: Zugzwang

## Diskografie
Alben
- 2021: 22/5